# Finala Cupei UEFA 2007
Finala Cupei UEFA 2007 s-a jucat la data de 16 mai 2007 pe Hampden Park din Glasgow, Scoția.
Într-o finală spaniolă, Sevilla FC a înfânt pe RCD Espanyol cu 3–1 la penaltiuri, după ce în timpul regulamentar a fost 2–2, devenind primul club ce a cîștigat Cupa în doi ani consecutivi după Real Madrid în 1985 și 1986.

## Meci

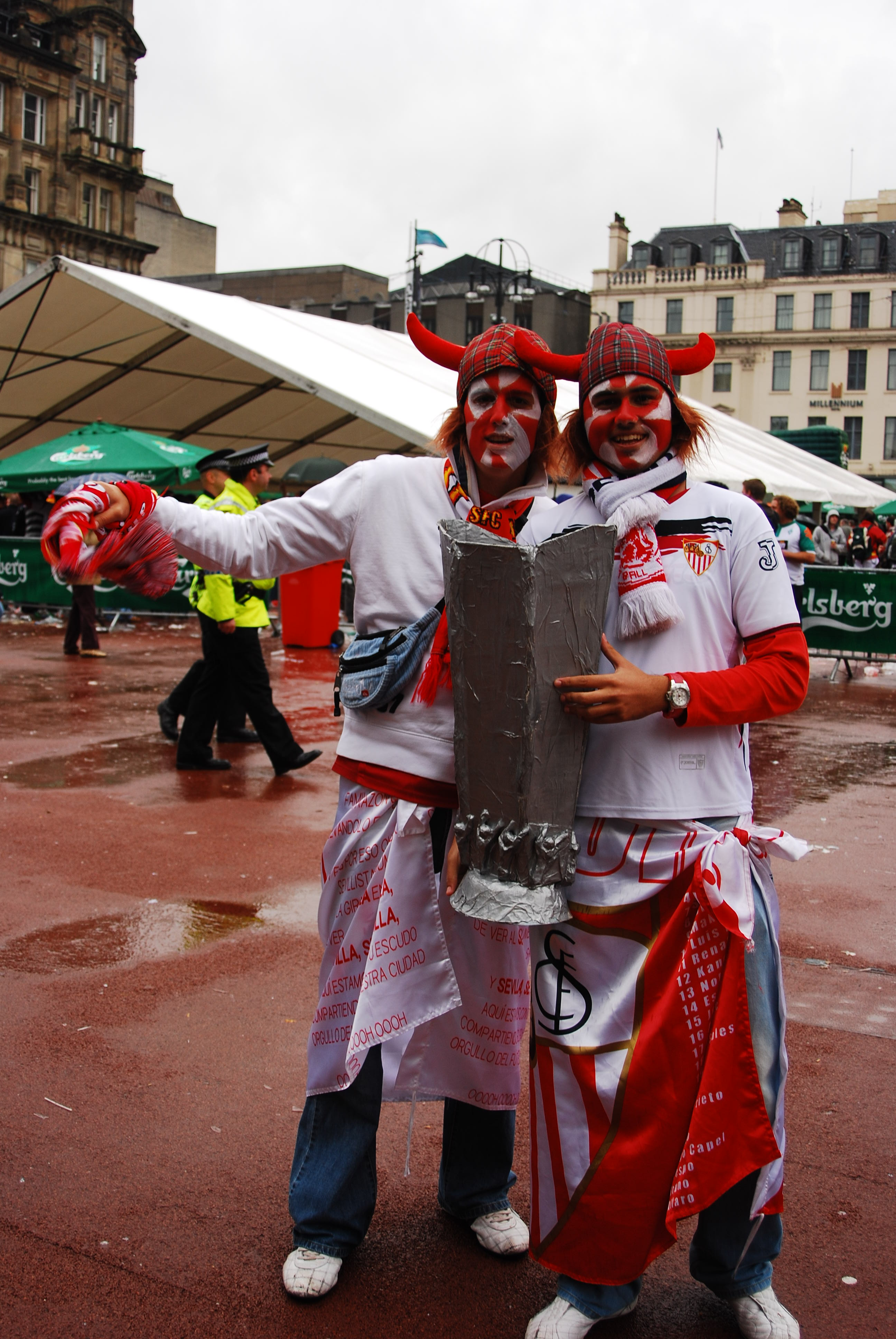
Fanii Sevilla în George Square din Glasgow.

| Espanyol                                    | 2 – 2 (d.p.) (d.p.) | Sevilla                                 |
| ------------------------------------------- | ------------------- | --------------------------------------- |
| Riera 28' Jônatas 115'                      | (Report)            | Adriano 18' Kanouté 105'                |
| Luis García · Pandiani · Jônatas · Torrejón | 1 – 3               | Kanouté · Dragutinović · Alves · Puerta |

| Espanyol | Sevilla |

| ESPANYOL:        |     |                    |     |     |
|                  |     |                    |     |     |
|                  |     |                    |     |     |
| GK               | 1   | Gorka Iraizoz      |     |     |
| RB               | 8   | Pablo Zabaleta     |     |     |
| CB               | 21  | Daniel Jarque      |     |     |
| CB               | 19  | Marc Torrejón      |     |     |
| LB               | 3   | David              |     |     |
| DM               | 22  | Moisés Hurtado     | 68' |     |
| RM               | 18  | Francisco Rufete   | 56' |     |
| LM               | 11  | Albert Riera       |     |     |
| AM               | 9   | Iván de la Peña    |     | 87' |
| CF               | 10  | Luis García        |     |     |
| CF               | '23 | Raúl Tamudo (c)    | 73' |     |
| Rezerve:         |     |                    |     |     |
| GK               | 25  | Carlos Kameni      |     |     |
| DF               | 4   | Jesús María Lacruz | 73' |     |
| DF               | 30  | Javier Chica       |     |     |
| MF               | 6   | Eduardo Costa      |     |     |
| MF               | 16  | Jônatas            | 87' |     |
| FW               | 7   | Walter Pandiani    | 56' |     |
| FW               | 20  | Ferran Corominas   |     |     |
| Antrenor:        |     |                    |     |     |
| Ernesto Valverde |     |                    |     |     |

| SEVILLA:     |    |                     |      |     |
|              |    |                     |      |     |
| GK           | 1  | Andrés Palop        |      |     |
| RB           | 4  | Dani Alves          |      |     |
| CB           | 2  | Javi Navarro (c)    |      |     |
| CB           | 19 | Ivica Dragutinović  |      |     |
| LB           | 16 | Antonio Puerta      | 115' |     |
| RM           | 18 | José Luis Martí     |      |     |
| CM           | 8  | Christian Poulsen   |      |     |
| LM           | 6  | Adriano             |      | 76' |
| AM           | 25 | Enzo Maresca        |      | 46' |
| CF           | 12 | Frédéric Kanouté    | 82'  |     |
| CF           | 10 | Luís Fabiano        | 62'  | 64' |
| Rezerve:     |    |                     |      |     |
| GK           | 13 | David Cobeño        |      |     |
| DF           | 3  | David Castedo       |      |     |
| DF           | 20 | Aitor Ocio          |      |     |
| MF           | 11 | Renato              |      | 76' |
| MF           | 15 | Jesús Navas         |      | 46' |
| FW           | 7  | Javier Chevantón    |      |     |
| FW           | 9  | Aleksandr Kerzhakov |      | 64' |
| Antrenor:    |    |                     |      |     |
| Juande Ramos |    |                     |      |     |

| Omul meciului: Andrés Palop (Sevilla) Arbitrii asistenți: Matthias Arnet Stéphane Cuhat Fourth official: Carlo Bertolini |

## Statistică
|                   | Espanyol | Sevilla |
| ----------------- | -------- | ------- |
| Goluri            | 2        | 2       |
| Total șuturi      | 15       | 28      |
| Șutri pe poartă   | 9        | 9       |
| Posesie           | 43%      | 57%     |
| Cornere           | 10       | 14      |
| Faulturi          | 23       | 15      |
| Offsideuri        | 0        | 4       |
| Cartonașe galbene | 1        | 3       |
| Cartonașe roșii   | 1        | 0       |

- UEFA Full Time Report